# 斗江镇
斗江镇，是中华人民共和国广西壮族自治区柳州市三江侗族自治县下辖的一个乡镇级行政单位。

## 行政区划
斗江镇下辖以下地区：
斗江社区、凤凰村、沙宜村、周牙村、牙林村、扶平村、白言村、滩底村、东坪村和思欧村。